# Cacaué
O cacaué  (nome científico: Aratinga maculata) é uma espécie de ave da subfamília Arinae da família Psittacidae, os papagaios africanos e do Novo Mundo. É encontrada no Brasil e no Suriname. Assemelha-se à Jandaia-amarela (A. solstitialis).

## Nomes populares
O nome cacaué foi selecionado como nome vernáculo técnico para a espécie Aratinga maculata pelo Comitê Brasileiro de Registros Ornitológicos (CBRO) em 2021.

## Taxonomia e sistemática
O cacaué foi originalmente descrito como Psittacus maculatus . Por muitos anos, os primeiros espécimes foram considerados jandaia amarela imaturos ou híbridos, e o atual epíteto específico maculata foi considerado inválido. Um artigo de 2005 descreveu o que se pensava ser uma nova espécie A. pintoi, mas em 2009 a "nova" espécie foi determinada como A. maculata descrita anteriormente. A reclassificação foi amplamente aceita, mas não sem alguma discordância.
O cacaué é monotípico .

## Descrição
O cacaué mede por volta de 30 cm de comprimento e pesa cerca de 110 gramas .Os dois sexos são iguais. A coroa e o manto dos adultos são amarelo-esverdeados claros. As coberturas das asas variam do amarelo ao verde e ao azul profundo; as penas de voo também são de um azul profundo na parte superior. A parte superior da cauda é principalmente verde, com pontas azuis nas penas internas e progressivamente mais azul para fora até o par externo totalmente azul. A cabeça abaixo da coroa e a parte inferior são principalmente amarelas, com laranja no olho e em pequenas áreas da barriga e flancos. A parte inferior de suas penas de voo e cauda são cinza-escuras. Sua íris é cinza escuro cercada por pele nua cinza azulada, seu bico é preto e suas pernas e pés são castanhos escuros. Os juvenis têm cabeça, manto e coberturas de asas de cor verde. A espécie se parece muito com a jandaia amarela, mas tem menos laranja e mais verde.
O cacaué tem duas faixas disjuntas. É encontrado no estado do Pará, no Brasil, ao norte do baixo rio Amazonas, entre os rios Maicuru e Paru, e também na savana de Sipaliwini, no Suriname. Provavelmente também ocorre no estado brasileiro do Amapá, mas até 2011 não havia sido confirmado lá.
O cacaué habita paisagens abertas a semi-abertas, tipicamente aquelas com solos arenosos e árvores e arbustos dispersos. Também ocorre em mata ciliar e ocasionalmente em pomares. Em altitude, chega a 1400 metros .

## Comportamento

### Movimento
O cacaué é geralmente um residente durante todo o ano, mas faz alguns movimentos locais.

### Alimentação
O cacaué normalmente forrageia sozinho e também em grupos de até cerca de 10 indivíduos. Alimenta-se de frutas, sementes e flores.

### Reprodução
O periquito-de-peito-amarela nidifica em cavidades de árvores. Ninhos ativos foram encontrados em abril e setembro; ambos estavam em árvores Hymenaea mortas e um deles continha um único ovo. Nada mais se sabe sobre a biologia reprodutiva da espécie.

### Vocalização
O chamado do cacaué foi descrito como um "guincho estridente e agudo de 2 a 3 notas, 'screek screek screek'" e também como um "grito agudo e muito agudo, como 'eeuwt-uht- uht'".

## Status de ameaça
A IUCN avaliou o cacaué como sendo de menor preocupação. Embora tenha um alcance um tanto limitado e seu tamanho populacional não seja conhecido, acredita-se que este último esteja aumentando. O desmatamento é uma ameaça potencial, mas pode ser até benéfico para a proliferação espécie se não for excessivo ou muito rápido, pois é capaz expandir seu alcance em áreas abertas. Não parece ser muito afetado pela captura para o comércio de animais de estimação. Acredita-se que seja bastante comum em ambas as faixas.